# Championnats de France d'escrime 2006
Navigation
Édition précédente Édition suivante
Les championnats de France d'escrime 2006 ont eu lieu le 9 décembre 2006 à Paris au Stade Pierre Coubertin.
Les podiums des championnats de France sont :

## Fleuret masculin
| Or     | Erwan Le Péchoux Aix-en-Provence |
| Argent | Jerôme Jault                     |
| Bronze | Nicolas Coradin Brice Guyart PUC |

## Fleuret féminin
| Or     | Adeline Wuillème             |
| Argent | Céline Seigneur              |
| Bronze | Amélie Bonnier Astrid Guyart |

## Sabre masculin
| Or     | Nicolas Lopez Tarbes                                 |
| Argent | Julien Pillet Strasbourg                             |
| Bronze | Boris Sanson CAM Bordeaux Vincent Anstett Strasbourg |

## Sabre féminin
| Or     | Carole Vergne                                        |
| Argent | Julie Berengier Racing Club de France                |
| Bronze | Anne-Laure Berthier Orléans CE Solenne Mary Grenoble |

## Épée masculine
| Or     | Laurent Lucenay            |
| Argent | Jean-Michel Lucenay        |
| Bronze | Erik Boisse Jerôme Jeannet |

## Épée féminine
| Or     | Marysa Baradji-Duchêne              |
| Argent | Mélanie Soiron                      |
| Bronze | Hajnalka Kiraly-Picot Laura Flessel |